# Rubem Fonseca
Rubem Fonseca (Juiz de Fora, Minas Gerais, 11 de maig de 1925 - Rio de Janeiro, 15 d'abril de 2020) fou un escriptor brasiler conegut per les seves novel·les i contes. També va escriure guions de cinema. El 2003, Fonseca va rebre el Premi Camões, un dels guardons literaris més prestigiosos de la llengua portuguesa.
Era llicenciat en Dret i va practicar diverses activitats abans de dedicar-se íntegrament a la literatura. El 2003 va guanyar el Premi Camões, el premi literari més prestigiós en llengua portuguesa. Significativament era una persona que, com l'escriptor brasiler Dalton Trevisan, estimava l'anonimat, i les seves amistats el descrivien com una persona senzilla, amant i preocupada pels arbres, amable i de bon humor.
Les obres de Rubem Fonseca retraten generalment, en un estil sec i directe, la luxúria i la violència urbana en un món on marginals, assassins, prostitutes, miserables i policies es barregen. La història a través de la ficció és també una marca Rubem Fonseca, com ara en les novel·les Agosto (l'obra seua més reconeguda) que retrata les conspiracions que van donar com a resultat el suïcidi de Getúlio Vargas, O Selvagem da Ópera que descriu la vida d'Antônio Carlos Gomes, o Cavalleria vermella, l'obra d'Isaak Bàbel retratada a Vastas Emoções e Pensamentos Imperfeitos.
Els seus relats són ràpids i sofisticadament cosmopolites, plens de violència, erotisme, irreverència i construïts en estil sobri, el·líptic, cinematogràfic, alhora que va reinventar a Brasil la literatura noire, alhora clàssica i pop, brutalista i subtil.
Per a protagonitzar alguns dels seus contes i novel·les va crear un personatge de caràcter antològic, l'advocat Mandrake, faldiller, cínic i immoral, i profund coneixedor dels baixos fons de Rio de Janeiro. Mandrake es va transformar en sèrie per a la cadena de televisió HBO, amb guió de José Henrique Fonseca, fill de Rubem, i l'actor Marcos Palmeira en el paper principal.
En català fins ara s'ha traduït la seva obra O cobrador (1979) com a El cobrador (LaBreu Edicions, 2010) i O caso Morel (1973) com a El cas Morel (Edicions Bromera, 1994).

## Biografia
Graduat en Ciències Jurídiques i Socials a la Facultat Nacional de Dret de l'aleshores Universidade do Brasil, actualment Universidade Federal do Rio de Janeiro (UFRJ). El dia 31 de desembre de 1952 va entrar a la policia de Rio de Janeiro com a comissari, al 16è Districte Policial, al barri de São Cristóvão. Bona part del temps que va ser a la policia va treballar com a relacions públiques. Va ser triat juntament amb altres nou policies carioques per a especialitzar-se als Estats Units entre setembre de 1953 i el març de 1954. Va aprofitar l'oportunitat per a estudiar Administració d'Empreses a Boston i Nova York. Va abandonar la Policia el 6 de febrer de 1958. A partir de llavors es va dedicar exclusivament a la literatura. És vidu de Théa Maud i té tres fills: Maria Beatriz, José Alberto i el realitzador José Henrique Fonseca.

## Estil literari
Rubem Fonseca va inaugurar una novetat en la literatura brasilera contemporània, que es va anomenar brutalista l'any 1975 a través d'Alfredo Bosi. En els seus contes i novel·les utilitza una manera de contar, en la qual destaquen personatges que són narradors. Diverses de les seves històries (principalment novel·les) es presenten en l'estructura d'una narrativa detectivesca amb forts elements orals. El fet que treballés d'advocat, aprengués medicina legal, fos comissari de policia i visqués als suburbis de Rio de Janeiro hauria contribuït al fet que l'escriptor creés històries sobre el món real dins d'aquest llenguatge directe. Probablement, per això, diversos dels personatges de les seves obres són (o eren) delegats, inspectors, detectius privats, advocats penalistes o fins i tot escriptors.
A més del to mateix detectiu, en què hi ha —generalment-—un crim o un misteri per resoldre, els seus llibres es poden veure com una paròdia del gènere detectiu tradicional, ja que els crims de la trama són només disfresses per a les seves crítiques a la seva societat opressiva de l'individu. En el gènere detectiu tradicional, el misteri funciona com una closca que tanca un nucli. Tanmateix, a Rubem Fonseca li interessa registrar la terrible vida quotidiana de les grans ciutats i, simultàniament, mostrar els drames humans desencadenats per accions transgressores d'ordre.
Malgrat això, persisteixen algunes semblances amb la literatura d'altres escriptors, com ara Sir Arthur Conan Doyle (creador de Sherlock Holmes), el qual insereix a la seva obra, i la fusiona amb la seva manera d'escriure. En ambdós autors, l'enigma inicial és un crim (la majoria de vegades, un homicidi) que genera drama, misteri i tensió i farà que el lector s'interessi pel llibre.
Una altra semblança és el primer pas de l'investigador (sigui comú o especialitzat, com ara Sherlock Holmes, Mandrake, Guedes, Mattos, etc.), que és quan el detectiu va al lloc del crim a la recerca de les primeres pistes que ajudaran a desencadenar el delicte del procés d'investigació.
Allò que més crida l'atenció de l'obra de Rubem Fonseca és la mentalitat dels delinqüents. En cap moment senten remordiments o culpa. Són perversos i freds, tant si provenen dels estrats superiors com dels populars. La relació entre heroi i criminal és present en els seus llibres, però, no és possible identificar exactament qui és, ja que els seus personatges són molt semblants, fent pensar al lector que tots són dolents.

## Premis
Aquesta és una selecció dels nombrosos premis rebuts per l'escriptor:
- 2003: Premi Luís de Camões
- 2003: XIV Premi Juan Rulfo, entregat a la XVII Fira del Llibre de Guadalajara (Mèxic).[5]
- 2004: Premi Konex Mercosur a les Lletres
- 2012: Premi Iberoamericà de Narrativa Manuel Rojas[6]

## Obres

### Ficció
- O Caso Morel (1973), traducció al català per Vicent Berenguer, El cas Morel, (Alzira: Bromera, 1994; 2003, reimp.)
- A grande arte (1983)
- Bufo & Spallanzani (1986)
- Vastas Emoções e Pensamentos Imperfeitos (1988)
- Agosto (1990)
- O Selvagem da Ópera (1994)
- O Doente Molière (2000)
- Diário de um Fescenino (2003)
- Mandrake, a Bíblia e a Bengala (2005)
- O Seminarista (2009)
- José (2011)

### Contes
- Os prisioneiros (1963)
- A coleira do cão (1965)
- Lúcia McCartney (1967)
- Feliz Ano Novo (1975)
- O cobrador (1979), traducció al català per Josep Domènech Ponsatí, El cobrador, (Barcelona: LaBreu, 2010)
- Romance negro e outras histórias (1992)
- O buraco na parede (1995)
- Histórias de amor (1997)
- A confraria dos espadas (1998)
- Secreções, excreções e desatinos (2001)
- Pequenas criaturas (2002)
- 64 Contos de Rubem Fonseca (2004)
- Ela e outras mulheres (2006)
- Axilas e Outras Histórias Indecorosas (2011)
- Amálgama (2013)
- Histórias Curtas (2015)

### Altres
- O homem de fevereiro ou março (antologia, 1973).
- E do meio do mundo prostituto só amores guardei ao meu charuto (novel·la, 1997)
- O romance morreu (cròniques, 2007)
- 64 Contos de Rubem Fonseca (Antologia de contes, 2004)

### Traduccions al català
- Fonseca, Rubem; trad. de Vicent Berenguer. El cas Morel [O Caso Morel].  Alzira: Edicions Bromera, 2003. ISBN 8476607962.
- Fonseca, Rubem; trad. Josep Domènech Ponsatí. El Cobrador [«Cobrador»].  Barcelona: Labreu, 2010. ISBN 9788493715267.